# Bosc Català (Valls)
El Bosc Català, o Bosc d'en Català, és un mas al municipi de Valls (Alt Camp) inclòs en l'Inventari del Patrimoni Arquitectònic de Catalunya. L'edifici és part del conjunt residencial del Bosc de Valls, format per extenses finques on es començà a edificar bàsicament a partir del 1840, un cop acabada la primera guerra carlina. En l'actualitat la seva funció és únicament la de residència d'estiu. En origen fou propietat de l'alsacià Marchal.

## Arquitectura
Es tracta d'un edifici aïllat de planta baixa i pis, amb golfes i terrat. L'estructura és simètrica, amb un cos central i dos laterals. El primer té porta central d'arc rebaixat a la qual s'accedeix per una escalinata. Hi ha una finestra amb llinda a banda i banda de la porta. Al segon pis hi ha tres balcons d'obertura amb llinda, i damunt cada un d'ells una obertura rectangular corresponent a les golfes. Aquest cos central es corona amb una barana de balustres, és una terrassa transitable a manera de coberta que té quatre copes simètriques.
Hi ha dos cossos laterals a la façana principal, tots dos de dues plantes. Presenten a la planta baixa obertures rectangulars i al primer pis, una galeria que recorre part de la façana (tres arcs a banda i banda del cos central), i els dos laterals de l'edifici (set arcs per cadascun), de coberta plana. Aquest tipus de galeria és típic de les masies de l'Alt Camp. L'edifici està arrebossat i pintat de color rosa.
El conjunt resulta força simètric i equilibrat. L'edifici està envoltat per jardins i un petit bosc.